# Solma
Solma (nep. सोल्मा) – gaun wikas samiti we wschodniej części Nepalu w strefie Kośi w dystrykcie Terhathum. Według nepalskiego spisu powszechnego z 2001 roku liczył on 842 gospodarstw domowych i 4595 mieszkańców (2389 kobiet i 2206 mężczyzn).